# Kontrollierter Sichtflug
Kontrollierter Sichtflug (englisch controlled visual flight rules, CVFR) ist ein Verfahren zur Durchführung von Sichtflügen im kontrollierten Luftraum C oder bei nächtlichen Überlandflügen. Anders als vielfach angenommen ist CVFR keine abgespeckte Variante des Instrumentenfluges, sondern strikt dem Sichtflug zuzuordnen. Der Unterschied zum unkontrollierten Sichtflug liegt darin, dass beim CVFR die Flugparameter (Kurs, Höhe, Geschwindigkeit) von der Flugverkehrskontrolle vorgegeben werden.
Um den kontrollierten Sichtflug ausüben zu dürfen, muss der Pilot in der Lage sein, vorgegebene Flughöhen auf 100 Fuß genau einzuhalten, nicht mehr als zehn Prozent von der vorgegebenen Geschwindigkeit abzuweichen und den Kurs auf fünf Grad genau beizubehalten. Dazu erhält er theoretischen und mindestens 10 Stunden praktischen Unterricht.

## Deutschland
In FL 100 und darüber reicht ein beschränktes Flugfunkzeugnis in deutscher Sprache (BZF 2) nicht mehr aus, es wird ein beschränktes Flugfunkzeugnis für die Durchführung des Flugfunks in deutscher und englischer Sprache (BZF 1) oder nur in englischer Sprache (BZF E) benötigt.
Den kontrollierten Sichtflug und das Erfordernis einer eigenen Berechtigung zum Einflug in den Luftraum C gibt es so nur in Deutschland. Seit der Einführung der europäischen Flugausbildung zum Privatpiloten sind die entsprechenden Inhalte in der Ausbildung enthalten, eine spezielle Qualifikation ist nicht mehr erforderlich. Piloten mit älteren bzw. nationalen deutschen Fluglizenzen können diese Berechtigung in einer theoretischen und praktischen Ausbildung erwerben.
Wird zusätzlich eine Aufbauausbildung mit Nachtflugqualifikation absolviert, darf dann auch nachts nach Sichtflugregeln geflogen werden (NVFR, das vorgestellte N steht für engl. night), wobei nur von/nach dafür zugelassenen Flugplätzen geflogen werden darf (ausgenommen Such-, Rettungsflüge usw.).
Die CVFR-Berechtigung entfiel mit Inkrafttreten der neuen Lizenzierungsregelungen gemäß VO EG 1178/2011. Die formale Ausbildung wird nach wie vor beim Erwerb des Luftfahrerscheins PPL(A) durchgeführt, allerdings ist es den Inhabern einer LAPL(A), welche diesen Teil der Ausbildung nicht absolvieren müssen, nicht ausdrücklich verboten, Lufträume der Klasse C zu benutzen.